# Dominic McGlinchey
Dominic McGlinchey (Bellaghy, 1954 – Drogheda, 1994. február 10.) Észak-Írországban született köztársaságpárti fegyveres volt, akinek a nevéhez számos, a brit hadsereg, valamint az északír rendőrség ellen elkövetett támadás köthető. Ragadványneve Veszett Kutya (Mad Dog) volt. Dominic McGlinchey tagja volt az Ír Köztársasági Hadseregnek, majd az Ír Nemzeti Felszabadító Hadsereget vezette. Sok évet töltött börtönben, majd kevéssel 1993-as szabadulása után a nyílt utcán lelőtték.

## Élete

### 1954–1977
Dominic McGlinchey nagy családban született, tíz testvére volt. Szülőhelyén, a dél-londonderryi Bellaghy környékén és családjában erős volt az ír köztársasági hagyomány; fiútestvérei közül hárman börtönbe is kerültek emiatt. McGlinchey is csak 17 éves volt, amikor 1971 augusztusában a brit hatóságok vádemelés és tárgyalás nélkül tíz hónapra a ballykellyi, illetve a Long Kesh-i börtöntáborba küldték. 1973-ban fegyveres bűncselekmény gyanúja miatt ismét őrizetbe vették. Szabadulását követően csatlakozott egy Dél-Derryben működő köztársaságpárti szervezethez, a South Derry Independent Republican Unithoz. 1975. július 5-én feleségül vette Mary McNeillt. Három gyermekük született: Declan, Dominic és Mháire. Utóbbi  15 hónapos korában, agyhártyagyulladás következtében meghalt. Dominic McGlincheyt 1977-ben az ír köztársasági rendőrség őrizetbe vette egy rendőrjármű eltulajdonítása, egy rendőr fegyveres fenyegetése és a letartóztatásakor tanúsított ellenállása miatt.

### 1978–1983
A bíróság négy év szabadságvesztésre ítélte. Miközben büntetését töltötte az írországi Portlaoise Börtönben, összeütközésbe került az Ideiglenes Ír Köztársasági Hadsereg (PIRA, ismertebb nevén: IRA) vezetőségével, ezért beszüntette a kapcsolatot a szervezettel.
1982-ben csatlakozott az Ír Nemzeti Felszabadító Hadsereghez (Irish National Liberation Army) mint a dél-derryi műveletek felelőse. Hat hónapon belül az INLA vezetője lett: véget vetett a szervezeten belüli vitáknak, és megkezdte az országos hálózat kiépítését. McGlinchey a szervezetben élet-halál ura lett. Irányítása alatt követte el a szervezet a Mount Gabriel-i radarállomás elleni bombatámadást, amelyben 11 brit katona és hat civil halt meg, valamint 1982. december 6-án a Ballykellyben található Droppin' Well nevű szórakozóhely elleni robbantásos merényletet, amelyben 17-en vesztették életüket.
Számos alkalommal támadtak meg brit katonákat, északír rendőröket, valamint az Egyesült Királysággal lojális paramilitáris egységek tagjait. Az INLA egyik támadásában, Darkleyban három civil halt meg. Az INLA végzett Airey Neave-vel, a brit parlament konzervatív tagjával is. Dominic McGlinchey az INLA-ban együtt tevékenykedett Francis Hughes-zal, aki később éhségsztrájk közben halt meg. Elfogásuk érdekében az északír rendőrség arcképes plakátokat készíttetett. McGlincheynek feltehetően része volt három dél-armagh-i férfi meggyilkolásában is.
1983-ban McGlinchey szokatlan nyíltsággal beszélt a fegyveres támadásokról és robbantásos merényletekről a Dublin Sunday Tribune-nak. Az interjúban elismerte kapcsolatát a Droppin' Well elleni bombamerénylettel, és elmondta, hogy ő biztosította a fegyvereket a Darkleyban elkövetett akcióhoz, noha nem helyeselte a támadást.

### 1984–1994
1984. március 17-én, az írek védőszentje, Szent Patrik napján az Írországi Ralahine-nál – fegyveres harc után – elfogták a köztársasági hatóságok, és még aznap éjjel kiadták Észak-Írországnak. Írország korábban egyetlen körözött köztársaságpártit sem adott ki Észak-Írországnak, így McGlinchey lett az első, akit Dublin hozzájárulásával állíthattak bíróság elé politikailag motivált cselekmény miatt Belfastban.
Annak ellenére, hogy a hatóságok szerint legalább harminc ember meggyilkolásában volt része, csak egy 62 éves protestáns nő megölése miatt kellett bíróság elé állnia. Az asszony egy észak-írországi postahivatal elleni rablótámadásban vesztette életét. A bíróság életfogytiglani börtönbüntetésre ítélte a gyilkosságért McGlincheyt. 1985 októberében a belfasti fellebbviteli bíróság megalapozatlannak találta az elsőfokú ítéletet, és Dominic McGlinchey visszatérhetett az Ír Köztársaságba, ahol fegyveres bűncselekmények miatt tíz év börtönre ítélték. Jó magaviselete miatt hét év után feltételesen szabadlábra helyezték.

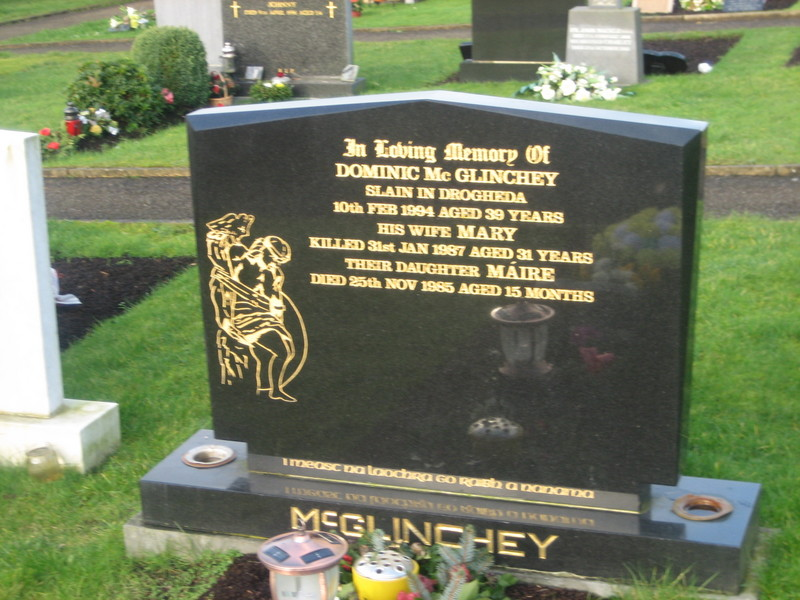
Dominic, Mary és Máire McGlinchey sírja Bellaghyban

Miközben McGlinchey börtönben volt, 1987. január 31-én feleségét agyonlőtték dundalki otthonuk fürdőszobájában, gyerekfürdetés közben. A tetteseket nem fogták el. McGlinchey nem mehetett el a temetésre a börtönből.
Dominic McGlinchey 1993 márciusában szabadult. A börtön elhagyása után nyomozni kezdett a Londonnal lojális Ulsteri Önkéntes Erő (UVF) után, amely szerinte közreműködött ír bűnözők pénzmosási akcióiban. 1993 júniusában az UVF egyik tagja, Billy Wright megpróbálta meggyilkolni. 1994. február 10-én McGlinchey egy drogheda-i telefonfülkében állt, amikor egy járműből kiugrott két fegyveres, és 14, más források szerint 10 lövéssel meggyilkolta. Feltevések szerint azoknak a dél-armagh-i férfiaknak a rokonai állhattak felesége és az ő meggyilkolása mögött, akiknek halálát McGlinchey számlájára írták.

## Érdekességek
- John Dennehy, az ír rendőrség egykori tagja egy 2005-ben készült dokumentumfilmben elmesélte, hogy 1983-ban telefonos bejelentésre ment ki társával egy házhoz, amelyben Dominic McGlinchey és felesége rejtőzött. Amikor a rendőrök beléptek a fürdőszobába, a géppisztolyos McGlinchey és pisztolyos felesége fogadta őket. McGlincheyék arra kényszerítették a rendőröket, hogy vegyék le az egyenruhájukat. Dennehy azt mondta, valószínűleg azért nem lőtték le őket helyben, mert a radikális párt házában bújtató nő kijelentette: „Egy csepp vért sem akar látni a szőnyegen.” Végül a két rendőrt megkötözve, kipeckelt szájjal hagyták magukra.[6]
- Paddy Public Enemy No 1 címmel megénekelte Dominic McGlinchey életét és halálát a Shane MacGowan and The Popes nevű ír együttes. A szám az 1997-es The Crock of Gold című lemezen jelent meg.[7] A szám szövege itt olvasható el, a dal pedig itt hallgatható meg.
- 2009 márciusában az északír rendőrség azzal gyanúsította meg Dominic McGlinchey Declan nevű fiát, hogy része volt két brit katona meggyilkolásában.[8]